# Nakłady (prawo)
 Nakłady – w polskim prawie cywilnym wydatki poniesione na rzecz, tj. na ruchomość lub nieruchomość. Wedle dominującego poglądu wyróżnia się trzy rodzaje nakładów: konieczne, użyteczne i zbytkowne. 

## Istota i rodzaje nakładów
Kodeks cywilny wyróżnia nakłady konieczne oraz „inne nakłady”, do których należą nakłady użyteczne (lub ulepszające) i zbytkowne. Nakłady konieczne to takie nakłady, które pozwalają utrzymać rzecz w stanie zdalnym do normalnego użytku. W kategorii tej mieszczą się np. różnego rodzaju naprawy, remonty, zasiewy czy bieżące podatki. Natomiast nakłady użyteczne to nakłady zmierzające do ulepszenia rzeczy, nakłady zbytkowne zaś ponoszone są, aby nadać rzeczy wygląd lub charakter odpowiadający upodobaniom tego, kto je ponosi. Podkreślenia wymaga fakt, iż nakłady konieczne muszą być dokonywane, bez nich rzecz nie mogłaby bowiem istnieć w dotychczasowym stanie, zgodnym z jej przeznaczeniem. Z kolei nakłady użyteczne lub zbytkowne podnoszą funkcjonalność i użyteczność rzeczy, zwiększając jej wartość, przy czym nakłady zbytkowne są znacznie kosztowniejsze. Konkretnych przykładów nakładów użytecznych bądź zbytkownych dostarcza orzecznictwo. Przykładowo Sąd Apelacyjny w Krakowie w wyroku z dnia 7 listopada 2017 r., na gruncie rozpatrywanej sprawy, argumentuje, że nakład użyteczny stanowi remont łazienki, wymiana okien i drzwi w mieszkaniu. Jednakże już zamontowanie rolet zewnętrznych jako wydatek bardziej kosztowny zakwalifikować należy jako nakład zbytkowny. Poszczególne rodzaje nakładów odróżnia się na podstawie wnioskowania a contrario, tj. za nakłady użyteczne lub zbytkowne uznaje się takie wydatki, które nie przyświecają celowi nakładów koniecznych.
Problematyka nakładów w powyższym znaczeniu została poruszona w Kodeksie cywilnym m.in. przy następujących kwestiach: wynagrodzenie za nakłady poczynione w celu uzyskania pożytków (art. 55 § 2 kc); rozliczenia między samoistnym posiadaczem rzeczy a jej właścicielem (art. 226 kc); przedłużenie okresu trwania użytkowania wieczystego (art. 236 § 2 kc); zwrot nakładów w przypadku bezpodstawnego wzbogacenia (art. 408 kc); rozkład obowiązku czynienia nakładów w przypadku użytkowania (art. 259 i 260 kc), zastawu (art. 320 kc), umowy najmu (art. 662 kc), umowy użyczenia (art. 713 kc); obowiązki kupującego w związku z wykonaniem prawa odkupu (art. 594 § 1 kc); zwrot nakładów poczynionych na zasiewy (art. 706 kc); obowiązki zbywcy spadku (art. 1054 § 2 kc).